# Le Match de leur vie (film, 2004)
Pour les articles homonymes, voir Le Match de leur vie.
Pour plus de détails, voir Fiche technique et Distribution.
Le Match de leur vie (The Game of Their Lives) est un film américain de David Anspaugh sorti en 2005.

## Synopsis
L'exploit de l'équipe des États-Unis de football qui s'imposa 1-0 en Coupe du monde de football 1950 face à l'équipe d'Angleterre de football.

## Fiche technique
- Titre : Le Match de leur vie
- Réalisation : David Anspaugh
- Scénario : Angelo Pizzo d'après le livre de Geoffrey Douglas
- Musique : William Ross
- Durée : 101 minutes
- Sortie : 22 avril 2005

## Distribution
- Gerard Butler : Frank Borghi
- Wes Bentley : Walter Bahr
- Jay Rodan : Frank Wallace
- Gavin Rossdale : Stan Mortensen
- Costas Mandylor : Charlie Columbo
- Louis Mandylor : Gino Pariani
- Zachery Ty Bryan : Harry Keough
- Jimmy Jean-Louis : Joseph Gaetjens
- Richard Jenik : Joe Maca
- Nelson Vargas : John Souza
- Craig Hawksley : Walter Giesler
- Bill Smitrovich : Admiral Higgins